# Semomesia tenella
Semomesia tenella is een vlindersoort uit de familie van de prachtvlinders (Riodinidae), onderfamilie Riodininae.
Semomesia tenella werd in 1910 beschreven door Stichel.